# Илона Кутни
Илона Кутни (на унгарски: Ilona Koutny) е унгарска лингвистка, есперантистка и писателка на книги в помощ на изучаване на есперанто.

## Биография и творчество
Илона Кутни е родена на 1 март 1953 г. в Будапеща, Унгария.
Завършва математика, френска филология и есперантология в Будапещенския университет „Лоранд Йотвьош“. през 1977 г. След това учи обща и приложна лингвистика, и по-късно получава докторска степен по лингвистика от ELTE през 1990 г. Говори есперанто, френски, немски, английски, и полски език.
След дипломирането си работи в областта на компютърните науки в изследователски институти, като съредактор на списание „Interkomputo“, и в периода 1983 – 1985 г. като изследовател в Научния издателски център на АЕА в Будапеща. От 1986 г. участва в обработката на реч в сътрудничество с Техническия университет в Будапеща, съвместно разработва системата за синтез на говор на есперанто „ESPAROL“ в рамките на многоезична система за синтез на реч и работи по програми за говорене на езици „PAROLERN“. Също си сътрудничи с проекта за машинен превод „DLT“, подготвяйки унгарския модул с унгарски колеги.
През 1987 г., след смъртта на професор Ищван Шердахелий, започва да преподава есперанто и лингвистиката на есперанто в катедрата по лингвистика на университета „Лоранд Йотвьош“, както и изнася лекции по компютърна лингвистика. През 1997 г. се премества в Полша, където преподава унгарски език и води интерлингвистични изследвания Лингвистичния институт на университета „Адам Мицкевич“ в Познан. През 1997 г. тя основава там и ръководи международните следдипломни интерлингвистични изследвания, лекции по есперанто граматика и международна и междукултурна комуникация. От 2010 г. тя е председател на фино-угорската катедра, а през 2011 г. е назначена за професор.
Авторка е на много лингвистични изследвания, някои по проблеми с речника. Тя е главен редактор на „Унгарско-есперанто междинен речник“ заедно с Ищван Шердахелий (Будапеща, 1996).
За дейността си е избрана за есперантистка на 2008 година. Член е на Академията по есперанто. През 2018 г. печели наградата FAME.
Омъжена е за Збигнев Галор, полски социолог и есперантист.
Илона Кутни живее със семейството си в Познан.

## Произведения
- Hungara-Esperanta Meza Vortaro (1996) – с Ищван Шердахелий
- Hungaran-polan temvortaron (2000)
- Angla-Esperanta-Hungara etvortaro pri Lernado kaj Laboro (2002)
- Lingvo kaj Komunikado (2003)
- Homa vivo kaj Loĝado (2005)
- Interkultura komunikado en Eŭropo: la angla kaj Esperanto kiel alternativaj komunikiloj (2005) – лекция